# Alberto Rella
Alberto Lovero más conocido por el nombre artístico de Alberto Rella fue un actor y galán cómico argentino.

## Carrera
Primo hermano del primer actor y director Onofre Lovero, fue de él quien se inspiró Lovero para formar su bastísima carrera.
En cine tuvo una intervención en la película  El misterio del cuarto amarillo, con la dirección de  Julio Saraceni, protagonizada por Santiago Gómez Cou, Herminia Franco, Tito Alonso y Florén Delbene.
En teatro integró la Compañía de Comedias Argentina Gregorio Cicarelli - Leonor Rinaldi - Tito Lusiardo - Juan Dardés. Trabajó con destacas estrellas de la escena nacional como Chola Bosch, Nelly Prono, Elda Dessel, Adolfo Linvel, Délfor Medina, entre otros.

## Filmografía
- 1947: El misterio del cuarto amarillo.
- 1955: Un novio para Laura

## Teatro
- 1935: La muchachada de abordo, estrenada en las salas del barrio de Villa Crespo.
- 1936: Doña María del Buen Aire de Bayón y Herrera, junto con Oscar Soldatti, Jacinto Aicardi, Fina Bustamante y Eva Duarte.[3]
- 1947: El Tango... Hay Que Saberlo Bailar.
- 1947: La borrachera del tango.
- 1947: ¡Han robado un millón!.
- 1948: No se achique Don Enrique.
- 1948: Entre taitas anda el juego.[4]
- 1948: Entre goles y milongas.[5]
- 1953: El patio de la morocha.